# Chtenopteryx sicula
Chtenopteryx sicula е вид главоного от семейство Chtenopterygidae.

## Разпространение и местообитание
Видът е разпространен в Италия.
Среща се на дълбочина от 10 до 3417,5 m, при температура на водата от 2,3 до 27 °C и соленост 34,1 – 39 ‰.